# Cesare Colafemmina
Cesare Colafemmina (* 23. April 1933 in Teglio Veneto; † 12. September 2012 in Grumo Appula) war ein italienischer Historiker, Schriftsteller und Bibelwissenschaftler. Er lehrte Jüdische Altertümer und Epigraphik an der Aldo-Moro-Universität Bari und Hebräische Sprache und Literatur an der Universität Kalabrien.

## Werke (Auswahl)
Bis zum Jahr 2012 hat Cesare Colafemmina mehr als zweihundert wissenschaftliche Artikel, Monographien und Bücher veröffentlicht.
- S. Vincenzo da Lerino, Il Commonitorio. Introduzione, traduzione e note a cura di D. Cesare Colafemmina, Edizioni Paoline, Alba 1968.
- Apulia cristiana. Venosa: Studi e scoperte. Ecumenica Editrice, Bari 1973.
- Gli ebrei a Taranto nella documentazione epigrafica (secc. IV–X). in La Chiesa di Taranto, I : Dalle origini all'avvento dei Normanni. herausgegeben von C. D. Fonseca, Congedo Editore, Galatina 1977.
- Ebrei a Corato nei secoli XIII–XVI. In: Archivio Storico Pugliese. 36 (1983).
- The Jews of Reggio Calabria from the End of the XV Century to the Beginning of the XVI Century. In: Le Juifs au regard de l’histoire. Mélanges en l’honneur de B. Blumenkranz. herausgegeben von Gilbert Dahan, Picard, Paris 1985.
- La colonia slava di Gioia del Colle nei secoli XV–XVI, in Gioia. Una città nella storia e civiltà di Puglia. herausgegeben von Mario Girardi, Schena Editore, Fasano 1986.
- Albanesi e Slavi a San Severo nei secoli XV–XVI. In: Atti del IX Convegno Nazionale sulla Preistoria-Protostoria-Storia della Daunia. 1987.
- San Nilo di Rossano e gli Ebrei. In: Atti del Congresso Internazionale su S. Nilo di Rossano. (28. September–1. Oktober 1986), Università Popolare-Amministrazione Comunale, Rossano-Grottaferrata 1989.
- Documenti per la storia degli ebrei in Puglia. nell’Archivio di Stato di Napoli, Bari 1990.
- Albanesi e Slavi in Capitanata nei secoli XV–XVI. In: Nicolaus, studi storici. 1 (1994).
- Federico II e gli ebrei. In: Federico II e l’Italia. Percorsi, luoghi, segni e strumenti, Edizioni De Luca-Editalia, Rom 1995.
- Basilicata. In: L’Ebraismo dell'Italia meridionale peninsulare dalle origini al 1541: società, economia, cultura. Atti del IX Congresso internazionale dell’Associazione Italiana per lo studio del Giudaismo (Potenza-Venosa, 20.–24. September 1922), herausgegeben von C. D. Fonseca, M. Luzzati, G. Tamani, C. Colafemmina, Congedo Editore, Galatina 1996.
- Nuovi documenti sugli albanesi e gli slavi in Capitanata nei secoli XV e XVI. In: Atti del XIV convegno sulla Preistoria, protostoria, storia della Daunia. San Severo 1996.
- Hebrew Inscriptions of the Early Medieval Period in Southern Italy. In: The Jews of Italy. Memory and Identity. herausgegeben von B. Garvin und B. Cooperman, Studies and Textes in Jewish History and Culture VII, University Press of Maryland, Bethesda 2000.
- Ahina’az ben Paltiel, Sefer Yuhasin. Libro delle discendenze. Vicende di una famiglia ebraica di Oria nei secoli IX–XI. herausgegeben von Cesare Colafemmina, Messaggi, Cassano delle Murge 2001.
- Fulda. In: Enciclopedia Fridericiana.
- The Jews in Calabria. Brill Academic Publications, Leiden 2012.
- Digiuni penitenziali nella Puglia dei secoli IX–X: il caso di Oria. In: Verschiedene Autoren: Bizantini, Longobardi e Arabi nella Puglia dell’Alto Medioevo: Atti del XX Congresso internazionale di studio sull’alto medioevo. (Savelletri di Fasano, 3.–6. November 2011), Fondazione Centro italiano di studi sull’alto medioevo, Bodoniana ed., Spoleto 2012.
- Jews and the grain, oil and wine Trades in 15th and 16th century Apulia. In: Shlomo Simonsohn, J. Shatzmiller (Hrsg.): The Italia Judaica Jubilee Conference. Brill Academic Publications, Leiden 2013 (posthum).
- Slavi e Albanesi in Puglia nel XV e XVI secolo. Vorwort von P. Cordasco, Messaggi ed., CassanoMurge 2013 (posthum).